# Benno Dukor
Benno Dukor (* 13. Januar 1897 in Dnipro; † 1980 in Basel) war ein Schweizer Psychiater und Autor. Bis in die 1930er-Jahre veröffentlichte er als Benno Slotopolsky, um 1934 als Slotopolsky-Dukor, ab 1934 signierte seine Werke unter dem Pseudonym Benno Dukor.

## Leben und Werk
Benno Dukor wurde je nach Quellenangabe in Ekaterinoslaw, Kiew oder in Klaipeda geboren. Er war ein Sohn des Kaufmanns Isaac Slotopolsky und der Sophie, geborene Eisenstadt. Dukor besuchte in Kaliningrad das Gymnasium und lebte ab 1914 in der Schweiz.
Dukor studierte Mathematik und Medizin in Berlin, Zürich und Basel. Das Mathematikstudium schloss er 1920 in Zürich mit dem Doktorat der Philosophie ab. 1929 doktorierte er in Basel in den medizinischen Wissenschaften. Seine Doktorarbeit befasste sich mit der Problematik der Schwanzregeneration bei Eidechsen.

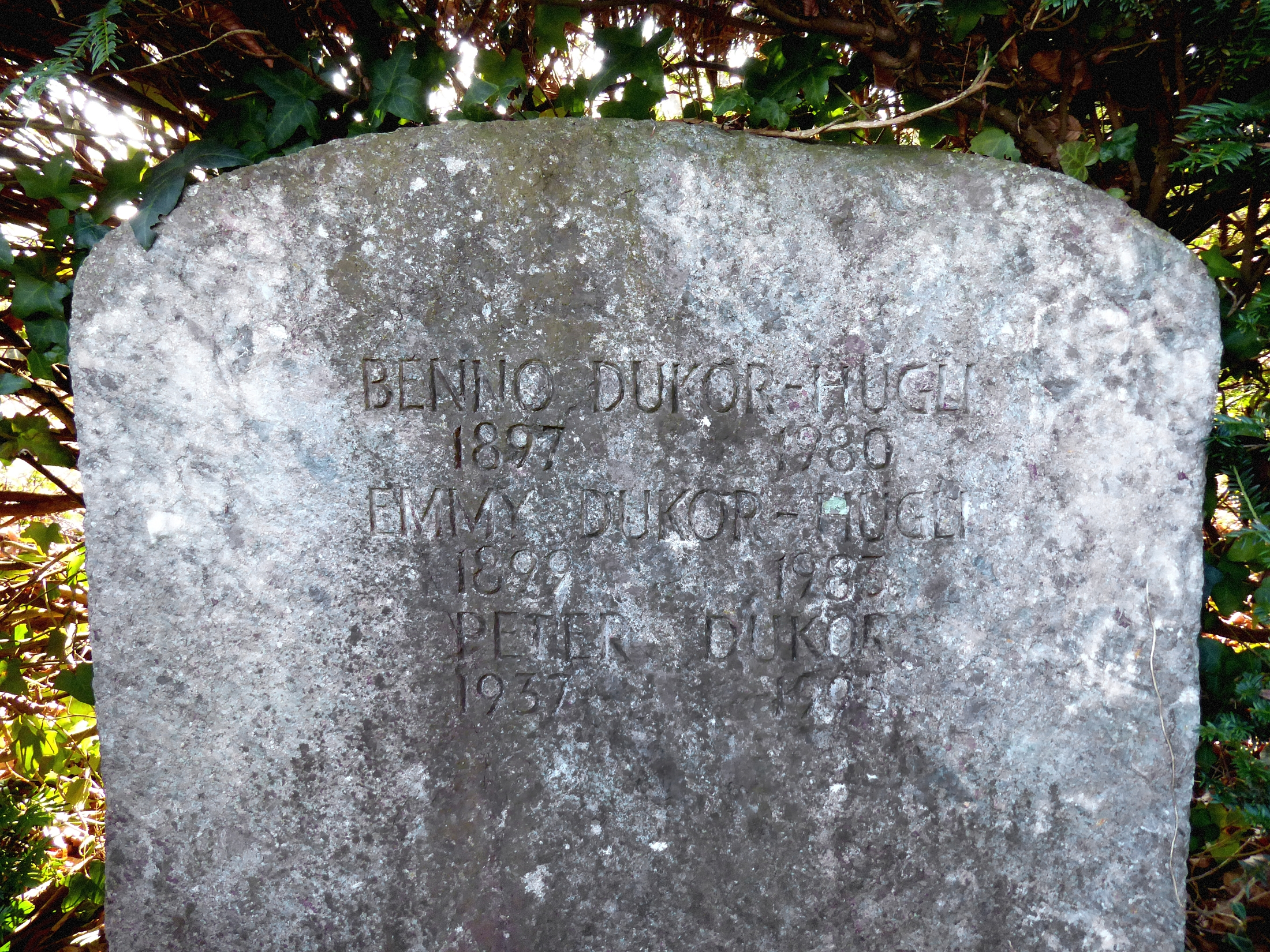
Familiengrab auf dem Friedhof am Hörnli

Anschliessend arbeitete Dukor am Anatomischen Institut in Zürich. Von 1930 bis 1970 war er in Basel an der kantonalen Heil- und Pflegeanstalt Friedmatt tätig und arbeitete mit John E. Staehelin zusammen. Dukor spezialisierte sich auf die forensische Psychiatrie und unterrichtete ab 1937 als Privatdozent. Er interessierte sich unter anderem für zum Thema Einfluss von Röntgenstrahlen auf die Hoden, chirurgische Behandlung von Sexualstörungen, Transvestismus sowie Behandlung von Schizophrenie mit Insulin.
1947 wurde Dukor ausserordentlicher Professor. 1969 erhielt er die Ehrendoktorwürde der Rechtswissenschaften der Universität Basel. Er gehörte der Ärztegesellschaft Basel, der Schweizerischen Psychiatrischen Gesellschaft, der schweizerischen Kriminologischen Gesellschaft sowie der Schweizerischen Gesellschaft für Strafrecht an.
Dukor war mit Emmy, geborene Hügli (1899–1983) verheiratet. Ihr gemeinsamer Sohn war Peter (1937–1995). Dieser war Immunologe, Wissenschaftler und Industrieforschungs-Manager. Er arbeitete für die des Basler Chemie- und Pharmaunternehmen Ciba AG und war ab 1987 für wenige Jahre Direktor des Sandoz Research Institute in Wien.
Benno Dukor fand seine letzte Ruhestätte auf dem Friedhof am Hörnli.